# نيكولا ماتيو
نيكولا ماتيو (بالفرنسية: Nicolas Mathieu)‏ هو كاتب جريمة فرنسي، ولد في يونيو 1978 في إبنال في فرنسا. وهو حاصل على جائزة غونكور لعام 2018، عن روايته “ أولادهم من بعدهم”، وتُعد الجائزة أعلى جائزة أدبية فرونكفونية.

## وصلات خارجية
- نيكولا ماتيو على موقع IMDb (الإنجليزية)
- نيكولا ماتيو على موقع مونزينجر (الألمانية)